# Kaos GL
Kaos GL est un groupe de revendication turc luttant contre les discriminations relatives à l'homosexualité.
Il fut fondé en septembre 1994. Kaos GL est officiellement reconnue en tant qu'ONG depuis octobre 2005.
Peu après sa création, Kaos GL publie un magazine éponyme. C'est le premier magazine LGBT de turquie, qui sort sous forme de mensuel. dedans, au delà des questions LGBT, le journal s'engage aussi sur les droits des femmes, ou des kurdes, en produisant un contre discours face aux déclarations du gouvernement.
Le collectif édite brièvement, en 2001, un mensuel nommé Parmak.